# (1427) Ruvuma
(1427) Ruvuma ist ein Asteroid des Hauptgürtels, der am 16. Mai 1937 vom südafrikanischen Astronomen Cyril V. Jackson in Johannesburg entdeckt wurde.
Der Asteroid ist nach dem Fluss Ruvuma in Tansania benannt.